# 大社三奶壇碧雲宮

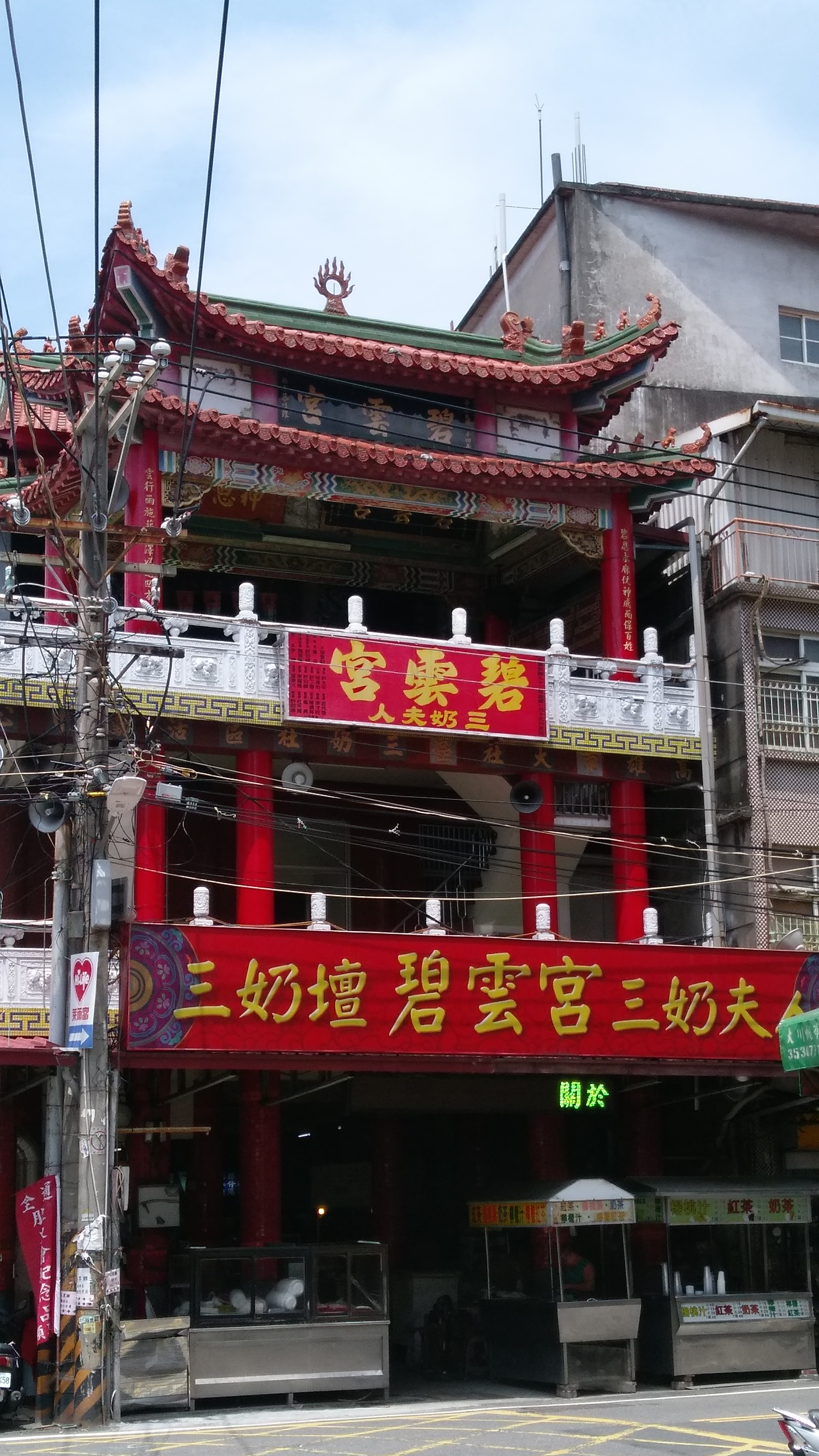
大社三奶壇碧雲宮全景

大社三奶壇碧雲宮，位於臺灣高雄市大社區三奶壇的一間三奶夫人廟，主奉閩東福州鄉土神臨水夫人（順天聖母）。廟旁為三奶壇市場（建興市場），廟宇一樓為建興市場的一部分，二樓為碧雲宮辦公室，三樓才是碧雲宮本廟。

## 沿革
關於該廟的由來，相傳明朝萬曆年間，那時碧雲宮為一片空地，有一棵大榕樹，有一位中國來臺的人士經過現在碧雲宮廟址，將所攜帶的臨水夫人香火掛樹上，離去時卻忘記帶走，之後每當夜晚時香火袋即發出紅色火芒，鄉民見到此景認為是吉祥之兆，於是在原地搭建神壇奉祀，被稱為三奶壇。而後據說在清康熙四十六年（1707年），大社地方仕紳將供奉順天聖母的神壇改建成廟宇，是為碧雲宮。但此一說法並未有直接文獻佐證，關於該廟的最早文獻記載為《鳳山縣采訪冊》（1894年），該書提到觀音里有三奶壇，並有下午營業的「三奶壇市」，此外在三奶壇一帶設有6間社學
民國73年（1984年）因年久失修將碧雲宮舊廟拆除重建，在拆除舊廟時無意間發現了一個明朝宣德年間的三界公香爐；現在碧雲宮廟宇建築為民國75年重建完成的。

## 祀神
三奶壇碧雲宮主祀大媽臨水夫人、二媽林奶夫人以及三媽李奶夫人，陪祀註生娘娘、福德正神和虎爺。

## 慶典
- 正月十五：大媽臨水夫人陳靖姑聖誕
- 二月初二：福德正神聖誕
- 三月二十：註生娘娘聖誕
- 農曆七月最後一日：中元普渡
- 八月十五：二媽林奶夫人九娘聖誕
- 九月初九：三媽李奶夫人三娘聖誕

## 外部連結
- 大社三奶壇碧雲宮的Facebook專頁